# 顔のないスパイ
『顔のないスパイ』（かおのないスパイ、原題：The Double）は2011年公開のアメリカ合衆国のスパイ映画。

## あらすじ
ある日、ロシアと繋がりのあるダーデン上院議員が暗殺される。その手口から、現在は行方をくらましているソ連の暗殺者カシウスによる犯行とにらんだCIA長官ハイランドは、かつてカシウスを追い続けていた元エージェント、ポール・シェファーソンを現役復帰させるとともに、カシウスについて研究しているFBIの若手捜査官ベン・ギアリーと組ませて事件の捜査にあたらせる。

## キャスト
ポール・シェファーソン
演 - リチャード・ギア、日本語吹替 - 安原義人
東西冷戦で活躍したCIAの元アナリスト。かつてハイランドと共に25年間にも渡り旧ソ連軍の暗殺部隊「カシウス7」の首領、通称「カシウス」を追っていたが正体は「カシウス」本人である。腕時計に仕込んだワイヤーで標的の喉を切り裂くという独特の暗殺術を用いる。また旧ソ連軍で暗殺者の養成に携わっていた頃は、訓練生達に殺し合いをさせ生き残った者を採用するなど冷酷な人物だった。元々は本国に忠実に従い世界各地でアメリカ人を暗殺していたが、1988年に掟に背いて家族を持っていた事が本国に発覚し制裁としてボズロスキーに妻子を殺害されてしまい、以降は復讐から本国に背いて妻子の殺害に関わったソ連軍関係者を次々と血祭に上げていく。首謀者のボズロスキーを除く復讐を終えた後はCIAを退職し穏やかな余生を送っていたが、ダーデン議員が「カシウス」と同様の手口で暗殺された事からハイランド長官に呼び出されギアリーと組んで捜査へ参加する事になる。ギアリーが「カシウス」の正体に近付くと口封じのため暗殺を計るが、彼に妻子がある事を知って思い止まり、捜査から外れるよう説得を試みるが失敗。やがてギアリーに自分の正体を突き止められると同時に、ギアリーが「カシウス」の粛清を命じられたロシアの対米潜入工作員である事も突き止めるが、互いにシンパシーを感じていた二人はボズロスキーを殺して「カシウス」に仕立て上げ幕引きにすると一致する。ボズロスキーとの戦いで胸部に銃弾を受けるもボズロスキーの喉をワイヤーで引き裂き最後の復讐を遂げたポールは、ギアリーに「（家族の待つ）家に帰れ」と言い残して息絶えた。
ベン・ギアリー
演 - トファー・グレイス、日本語吹替 - 阪口周平
FBI捜査官。「カシウス」の魅力に取りつかれ、学生時代から彼の正体を追い続けている。家庭では良き夫、良き父親であり、同僚との関係も良好。父は各国の大使館を勤めたトルコの外交官(後述)であり、10年前に亡くなったとのこと。ハーバード大学卒で修士論文が「カシウス」に関するものだった事から、ダーデン議員暗殺の担当捜査官に抜擢され、CIAにおける「カシウス」研究の第一人者であるポールと組む。当初は憧れの存在であったポールとの捜査に舞い上がっていたが、「カシウス」である可能性が持ちあがったボズロスキーに関する情報提供者が「カシウス」の手口で殺害された事から、やがてポールに疑惑を抱くようになり、遂には彼こそが「カシウス」本人であると突き止めた。その正体は親の代からのロシアの対米潜入工作員であり、FBIに入局したのもナタリーと結婚したのも全てカムフラージュのためであった。本国より「カシウス」粛清の命を受け任務遂行後には単独で本国へ帰還するよう命じられていたが、ボズロスキーとポールが相打ちになってしまい、ボズロスキーを「カシウス」に仕立てる現場工作を施しベル長官とハイランド長官に虚偽の報告をした後、ポールの遺言に従って妻子の待つ家に帰った。
トム・ハイランド
演 - マーティン・シーン、日本語吹替 - 稲葉実
CIA長官。1988年に「カシウスに関する新発見をした、自分ならカシウスを捕まえられる」と売り込んできたポールと協力し合って以来、彼とは25年来の友人である。また長官になれたのはポールのおかげで「カシウス7」を壊滅させられた功績によるところが大きい。毎朝出勤途中の道端の屋台でコーヒーを買う習慣があり、ポールから「スパイが習慣を持つのは如何なものか」と皮肉を言われている(本人はボスの特権と答えた)。ボズロスキーとポールが死んだ際、ギアリーによる虚偽の報告を訝しみながらも承認し、彼をCIAに誘った。
ヨハン・ボズロスキー
演 - テイマー・ハッサン、日本語吹替 - 丹沢晃之
元特殊部隊（スペツナズ）でKGB。1988年に掟を破った「カシウス」への制裁として彼の妻子を殺害し、以来「カシウス」に狙われている。また、1990年に第10旅団と共になって、ワルシャワで連帯運動をした同胞を処刑したとのことであり、ポールはこの事件を隠れ蓑にしてボズロスキーを追っていた。破壊工作と「カシウス」粛清のためアメリカに潜入し、「カシウス」を誘き出すためにデンバー議員を「カシウス」の手口を装って殺害した。しかしポール（カシウス）に存在を突き止められ、ポールに致命傷を与えるもワイヤーで喉を切り裂かれ殺された。死後はギアリーによってポール（カシウス）のワイヤー仕込み腕時計をはめさせられ、「カシウス」に仕立て上げられた。
ブルータス（イゴール・イヴァノヴィッチ・コザック）
演 - スティーヴン・モイヤー、日本語吹替 - 新田英人
「カシウス」から直接訓練を受けた暗殺部隊「カシウス7」のメンバーであり、「カシウス」の顔を知る数少ない生き証人。「カシウス」の妻子殺害に関わっていたため1989年、ザルツブルクでポール（カシウス）に胸を撃たれ三階から転落死したものと思われていたが、実は一命を取り止め極秘裏に服役していた。CIAおよびFBIから生存を知らされたポール（カシウス）によって、渡されたラジオの電池を飲んだことで、病院に輸送され、そこから脱走するように仕向けられたが、病院から逃げ出したところを待ち伏せていたポール（カシウス）に襲われ、不利を悟り、命乞いをして油断した(と思った)ところを襲ったが、見抜かれて返り討ちにあい、ワイヤーで喉を切り裂かれ、今度こそ殺された。
オリバー
演 - クリス・マークエット、日本語吹替 - 長谷川俊介
ギアリーの同僚で友人。ギアリーと同じくハーバード大学卒。FBI捜査官としてはギアリーより一年先輩であるが、いまだに長官に会った事が無い。後輩のギアリーを自分より上と認めるなど屈託のない性格をしている。もっとも自身も決して無能という訳ではなく授業を居眠りせず真面目に受けていたという統計学に基づくアドバイスをした事が、ギアリーが「カシウス」の正体を暴く切っ掛けになった。
ナタリー・ギアリー
演 - オデット・アナブル、日本語吹替 - 阿川りょう
ベンの妻。図書館に勤務している。ベンとの間に幼い娘と乳飲み子の息子がいる。
アンバー
演 - スタナ・カティック、日本語吹替 - 志田有彩
ボズロスキーの居場所を知ると見られる商売女。
ウィーバー
演 - ジェフリー・ピアーズ、日本語吹替 - 貴志昌文
FBI捜査官。ロシアと繋がりのあるダーデン上院議員を監視していた。
ロジャー・ベル
演 - マイク・クラフト、日本語吹替 - 森源次郎
FBI長官。
モリー
演 - ニコール・フォレスター、日本語吹替 - 安藤瞳
ポールが少年野球の試合を見物中に出会った子持ちの女性。息子の名前はデッカーで野球のポジションはセカンド。
デニス・ダーデン
演 - エド・ケリー
上院議員。ロシア国内で大規模な事業を持っている議員として世間には知られているが、実はロシアのスパイの協力者である。口封じと「カシウス」への釣り餌を兼ねて、ボズロスキーにワイヤーで喉を切り裂かれて殺された。
バートン
演 - ローレンス・ギリアード・ジュニア
FBI捜査官。ウィーバーの相棒。
ニュースキャスター
演 - デヴィン・シリアン、日本語吹替 - 烏丸祐一
ダーデン議員が出演するニュース番組のキャスター。
マーティン・ミラー
演 - ランディ・フラグラー
ロシア国内に関する一等分析官。